# Décès en mars 1978
Décès
- 1974
- 1975
- 1976
- 1977
- 1978
- 1979
- 1980
- 1981
- 1982

Pour une information complémentaire, voir la page d'aide.

| Date    | Nom                | Pays                | Activités               | Âge | Source |
| ------- | ------------------ | ------------------- | ----------------------- | --- | ------ |
| 27 mars | Vilhelm Fibiger    | Drapeau du Danemark | Homme politique danois. | 92  |        |
| 31 mars | Eva Mameli Calvino | Drapeau de l'Italie | Botaniste italienne.    | 92  |        |